# Раян Мейсон
Раян Мейсон (англ. Ryan Mason; нар. 13 червня 1991, Енфілд) — англійський футболіст, що грав на позиції півзахисника, зокрема, за «Тоттенгем Готспур». Виступав за національну збірну Англії. Був змушений завершити кар'єру у 26 років через важку травму.

## Клубна кар'єра
Народився 13 червня 1991 року в Енфілді. Вихованець футбольної школи клубу «Тоттенгем Готспур». За основну команду лондонського клубу 17-річний Мейсон дебютував у листопаді 2008 року, вийшовши на заміну у грі Кубка УЄФА проти нідерландського «Нейменгена».
Утім до найближчих планів тренерського штабу «Тоттенгема» юний півзахисник не входив, тож для здобуття ігрової практики влітку 2009 року був відданий в оренду до клубу «Йовіл Таун», за рік до «Донкастер Роверз», а на початку 2012 до ще одного представника другого за силою дивізіону, «Міллволла».
Восени того ж року провів ще дві гри за рідний «Тоттенгем Готспур», також в рамках єврокубків, після чого протягом першої половини 2013 року перебував у Франції, де був орендований «Лор'яном», у складі команди якого, щоправда, так й не дебютував.
Сезон 2013/14 провів в оренді у третьоліговому клубі «Свіндон Таун», після чого успішно провівши передсезонні збори з рідним «Тоттенгем Готспур», був включений до його заявки на сезон. По ходу цього сезону 2014/15 Мейсон став стабільним гравцем основного складу. Проте вже у наступному сезоні гравець додав до свого активу лише 8 виходів у стартовому складі лондонців в іграх Прем'єр-ліги, хоча й досить регулярно виходив на поле вже по ходу зустрічей.
Утім влітку 2016 року «Тоттенгем» погодив перехід півзахисника до лав «Галл Сіті». Сама трансфера оцінювалася у рекордні на той час для його нового клубу 13 мільйонів фунтів. Розпочав сезон 2016/17 як гравець основного складу «Галл Сіті», проте у січні 2017 року у грі Прем'єр-ліги проти «Челсі» зіткнувся головами із захисником лондонців Гарі Кегіллом, внаслідок чого отримав важку травму — перелом кісток черепа.
Мейсана було прооперовано, і протягом усього 2017 року тривало його відновлення від травми. Однак у лютому 2018 року було оголошено, що футболіст змушений завершити ігрову кар'єру через значний ризик здоров'ю.

## Тренерська кар'єра
Закінчивши футбольну кар’єру, він почав тренувати молодіжні команди Тоттенгема. 20 квітня 2021 року, після звільнення  Жозе Моурінью, він став виконуючим обов'язків "шпор", і має керувати командою до кінця сезону 2020/2021.  21 квітня Раян Мейсон вивів Тоттенгем на матч проти Саутгемптона у віці 29 років та 312 днів, ставши наймолодшим тренером в історії АПЛ.

## Виступи за збірні
2006 року дебютував у складі юнацької збірної Англії (U-16), загалом на юнацькому рівні взяв участь у 10 іграх, відзначившись 2 забитими голами.
2015 року провів свою першу і єдину гру у складі національної збірної Англії.
| Дата      | Місто | Господарі | Результат | Гості  | Турнір           | Голи | Примітки |
| --------- | ----- | --------- | --------- | ------ | ---------------- | ---- | -------- |
| 31-3-2015 | Турин | Італія    | 1 – 1     | Англія | товариський матч | -    | 74'      |
| Усього    |       | Матчів    | 1         |        | Голів            | 0    |          |